# Southern Classics
Southern Classics es un álbum del cuarteto de Southern Gospel estadounidense Gaither Vocal Band, lanzado en 1993 por Benson Records, el disco fue producido por Bill Gaither, Michael English y Myke Sykes y cuenta con las voces de Terry Franklin (Primer tenor), Michael English (Segundo tenor), Mark Lowry (barítono) y Bill Gaither (bajo).

## Canciones
1. Satisfied 	(Tradicional)
2. There Is a River 	(Sapp)
3. Give Up 	(Goodman)
4. I Bowed on My Knees 	(Tradicional)
5. Sometimes My Feet Wanna Dance 	(Franklin, Gaither ...)
6. Sweet Beulah Land 	(Parsons)
7. Sign Me Up 	(Forshee, Simmons)
8. Little Is Much When God Is in It 	(Suffield)
9. Jesus on the Mainline 	(Tradicional)
10. The King Is Coming 	(Gaither, Gaither, Millhuff)

- Datos: Q6132844